# Dora Lipovčan
Dora Lipovčan (Berlin, 20. srpnja 1977.) je hrvatska kazališna, televizijska i filmska glumica.

## Životopis
Diplomirala je na Akademiji dramske umjetnosti 2002., a trenutno je zaposlena u Hrvatskom narodnom kazalištu u Zagrebu. Svira vibrafon u bendu. Njen djed je bio hrvatski glumac Jozo Martinčević, a otac novinar i znanstvenik dr. Srećko Lipovčan. Majka joj je glazbena kritičarka i političarka Jagoda Majska Martinčević.
Jedna od dvadeset potpisnika pisma upućenog zagrebačkom gradonačelniku Milanu Bandiću, u kojemu izražavaju svoju zabrinutost imenovanjem Zlatka Hasanbegovića članom Kazališnog vijeća HNK Zagreb.

## Nagrade
- Nagrada "Sabrija Biser" na Danima satire 2003. za karakternu komiku u predstavi Fritzspiel.
- Najbolja glumica na Festivalu pučkog teatra 2003.
- Zlatna arena u Puli 2005.

## Filmografija

### Televizijske uloge
- "Policijske priče" (2011.)
- "Bibin svijet" kao Maja (2008.)
- "Bitange i princeze" kao Mirta (2008.)
- "Tužni bogataš" kao Kristina Remetin (2008.)
- "Balkan Inc." kao Snježana (2006.)
- "Odmori se, zaslužio si" kao Stela (2006.)
- "Operacija Barbarossa" kao Marijana (1990.)

### Filmske uloge
- "U zemlji čudesa" kao Ruža (2009.)
- "Metastaze" kao blagajnica Anita (2009.)
- "Put lubenica" kao Ruskinja #2 (2006.)
- "Libertas" kao Vila #3 (2006.)
- "Dva igrača s klupe" kao Stela (2005.)
- "Duga mračna noć" kao Ana Kroll (2004.)
- "Ništa od sataraša" (2004.)
- "Escape, ignore, delete" (2002.)
- "Holding" kao konobarica (2001.)
- "Policijske priče" (2001.)
- "Nevjesta telefonskog manijaka" (2000.)
- "Garcia" (1999.)
- "Božićna bajka" (1992.)
- "Ljeto za sjećanje" kao Smilja (1990.)

### Sinkronizacija
- "Avanture male Chihiro" kao Boh i kućna pomoćnica (2005.)

## Vanjske poveznice
- Dora Lipovčan u internetskoj bazi filmova IMDb-u (engl.)
- Stranica na HNK.hr  Arhivirana inačica izvorne stranice od 28. prosinca 2009. (Wayback Machine)